# Greenland: Migration
Greenland: Migration es una próxima película estadounidense de suspenso y supervivencia posapocalíptica dirigida por Ric Roman Waugh y sirve como secuela de la película de 2020, Greenland. Se estima que se lanzará a finales de 2024 y principios de 2025.

## Sinopsis
"La familia Garrity superviviente debe abandonar la seguridad del búnker de Groenlandia y embarcarse en un peligroso viaje a través del diezmado páramo de Europa para encontrar un nuevo hogar".  En mayo de 2023, Waugh comparó que Migration será como la película Dune de 2021 . 

## Reparto
- Gerard Butler como John Garrity
- Morena Baccarin como Allison Garrity
- Roger Dale Floyd como Nathan Garrity

## Producción
En junio de 2021, se anunció una secuela titulada Greenland: Migration estaba en desarrollo, y al mes siguiente, STX adquirió los derechos de distribución mundial de la película en el Festival de Cine de Cannes de 2021 por 75 millones de dólares y acordó darle a la secuela un Presupuesto de 65 millones de dólares. Fue puesta en protección por quiebra , el elenco regresó, y aunque Morena Baccarin inicialmente se mostró reacia a actuar en la secuela, finalmente aceptó actuar en la película. 

### Rodaje
La fotografía principal comenzó el 29 de abril de 2024 en el Reino Unido e Islandia.